# Фаин, Юрий Борисович
Юрий Борисович Фаин (1928—1989) — советский геолог-нефтяник, лауреат Ленинской премии 1970 г.
Родился 28 декабря 1928 года в Ленинграде. Член КПСС с 1967 г.
Окончил Молотовский (Пермский) университет (1952).
В 1952—1962 гг. старший геолог нефтеразведки, главный геолог Калтасинскойц конторы бурения в объединении «Башнефть». В 1962—1963 гг. в Тюменском и Средне-Уральском совнархозах, старший инженер-геолог.
С 1963 г. в Главном управлении «Главтюменьнефтегаз», с 1966 г. зам. начальника по геологии.
В 1982—1989 годах — в Сибирском НИИ нефтяной промышленности (Тюмень) — заведующий лабораторией, заведующий отделом поисковой и разведочной геологии и геофизики, с 1986 года — заместитель директора по научной работе.
Кандидат геолого-минералогических наук (1984), диссертация «Научное обоснование усовершенствованной методики геологоразведочных работ в Шаимском, Сургутском и Нижневартовском нефтедобывающих районах Западной Сибири». Автор 64 научных работ и 10 изобретений.
Первооткрыватель Арланского нефтяного месторождения. Принимал участие в открытии и разведке Орьебашевского, Четырмановского, Татышлинского и других месторождений на севере Башкирии, нефтяных месторождений Тюменской области.
Лауреат Ленинской премии 1970 г. (в составе коллектива) — за разработку и внедрение высокоэффективных комплексных технико-технологических решений, обеспечивших ускоренное развитие добычи нефти в Тюменской области.
Лауреат премии имени академика И. М. Губкина.
Награждён орденом Трудового Красного Знамени, медалями.
Умер 22 октября 1989 года в Тюмени.
Его именем названо Фаинское нефтяное месторождение в Сургутском районе Ханты-Мансийского автономного округа (открыто в 1981 году).